# Colonia Pitaya Secciones 1
Colonia Pitaya Secciones 1 är en ort i Mexiko.   Den ligger i kommunen La Paz och delstaten Baja California Sur, i den västra delen av landet, 1 300 km väster om huvudstaden Mexico City. Colonia Pitaya Secciones 1 ligger 43 meter över havet och antalet invånare är 324.
Terrängen runt Colonia Pitaya Secciones 1 är platt åt nordväst, men åt sydost är den kuperad. Runt Colonia Pitaya Secciones 1 är det glesbefolkat, med 20 invånare per kvadratkilometer. Närmaste större samhälle är La Paz, 8,3 km norr om Colonia Pitaya Secciones 1. Omgivningarna runt Colonia Pitaya Secciones 1 är i huvudsak ett öppet busklandskap.